# Bible Václava IV.
Bible Václava IV. je označení pro luxusní rukopis Starého zákona, který vznikl v Praze koncem 14. století pro římského krále Václava IV. Konsensuálně je její vznik kladen mezi roky 1390 a 1400, objevují se však i jiné názory, které poukazují na možnost staršího vzniku díla . Bible byla napsána německy a objednavatelem překladu do němčiny byl významný pražský staroměstský patricij Martin Rotlev. Na výzdobě díla pracovalo nejméně devět iluminátorů, či přesněji malířských dílen. V rukopise jsou opakovaně užity královy vlastní emblémy, odkazující jednak na jím založený dvorský řád, jednak na obecně sdílené ideály panovnické. Rukopis překladu ani výzdoba Bible nebyly zcela dokončeny, konec prací bývá spojován s Václavovou ztrátou římského královského titulu.

## Historie

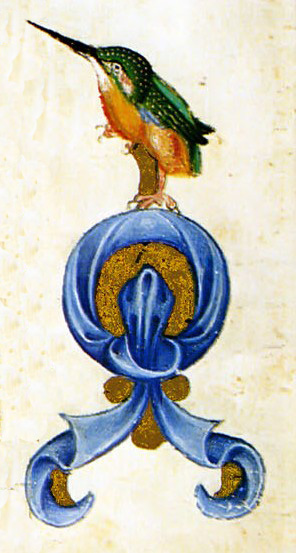
Václavův ledňáček z bordury Bible Václava IV.

Roku 1419 Václav zemřel a rukopis zdědil králův bratr Zikmund. Po jeho skonu se dostala prostřednictvím jeho zetě Albrechta Habsburského do rukou habsburské dynastie. Po Albrechtovi patřila císaři Fridrichovi III., který zřejmě vydal příkaz ke svázání rukopisu do tří svazků. Roku 1500 je bible doložena v soupisu knihovny na zámku v Innsbrucku a okolo roku 1574 byla přesunuta na zámek Ambras a poté roku 1665 do vídeňské dvorní knihovny (Hofbibliothek). V současnosti je tak její originál uložen v Rakouské národní knihovně, která je pokračovatelkou někdejší Hofbibliothek.

## Popis
Bible zahrnuje v nynějším stavu 6 svazků s 1214 pergamenovými listy (foliy), v roce 1790 byla svázána do dnešní podoby. Každá strana má 2 sloupce s 36 řádky s popisem ve vrchní liště u každého sloupce. Vedle jazykové výjimečnosti díla k Bibli přitahuje pozornost jejích 654 miniatur, nezřídka s hojným zlacením, které doplňuje bohatá výzdoba na okrajích fólií (tj. v bordurách). Označení Bible je nepřesné, olbřímí projekt zůstal nedokončen: V Bibli Václava IV. chybí 12 menších proroků, 2 knihy Makabejských a Nový zákon. Na území Česka se nachází několik velkoformátových faksimilií z produkce rakouského nakladatelství ADEVA - jeden komplet chová Národní knihovna České republiky, další Knihovna Národního muzea v Praze a jiný je ve sbírkách hradu Křivoklát.

### česky
- Josef Krása: Rukopisy Václava IV.. Praha 1971.
- H. Hlaváčková, Kdy vznikla Bible Václava IV.? In: B. Bukovinská, L. Konečný (edd.) : Ars longa. Sborník k nedožitým sedmdesátinám Josefa Krásy, Praha 2003, str. 65-79
- Andreas Fingernagel, Christian Gastgeber. Nejkrásnější bible středověku. Praha: Slovart, 2009, 319 s. ISBN 978-80-7391-316-8.

### německy
- Julius von Schlosser: Die Bilderhandschriften Königs Wenzel I. In: Jahrbuch der Kunsthistorischen Sammlungen des Allerhöchsten Kaiserhauses, Bd. XIV., Wien 1893, S. 214-251, 266-269 (On-line).
- Horst Appuhn: Wenzelsbibel: König Wenzels Prachthandschrift der deutschen Bibel. Harenberg, Dortmund 1990, ISBN 3-611-02001-X.
- Katharina Hranitzky: Die schönsten Bilder aus der Wenzelsbibel. ADEVA, Graz 1998, ISBN 3-201-01700-0.
- Josef Krása: Die Handschriften König Wenzels IV. Prag 1971.
- Klaus Priptsch: Mittelalterliche Buchmalerei am Beispiel der Wenzelsbibel in Faksimile. Duisburg 1988.
- Marcel Thomas, Gerhardt Schmidt: Die Bibel des Königs Wenzel. ADEVA, Graz 1989, ISBN 3-201-01490-7.
- Maria Theisen, Ulrike Jenni: Mitteleuropäische Schulen IV (ca. 1380-1400). Hofwerkstätten König Wenzels IV. und deren Umkreis, Wien 2014, ISBN 978-3-7001-7203-1 (On-line Archivováno 31. 5. 2020 na Wayback Machine.) - textová část; (On-line Archivováno 31. 5. 2020 na Wayback Machine.) - obrazová a rejstříková část.